# Monte Costone
Il monte Costone è una montagna delle Alpi Orobie alta 2.836 m. Si trova in alta valle Seriana, sul confine tra i comuni di Teglio (SO) e Valbondione (BG).
Poco distante dalla cima del monte Trobio, il monte Costone offre un'ottima veduta delle principali vette dell'alta valle Seriana. Da qui infatti si possono ammirare, in ordine di altitudine, il pizzo Coca, il pizzo Redorta, la punta Scais, il pizzo del Diavolo della Malgina, il pizzo del Diavolo di Tenda, il monte Torena, il Pizzo Recastello, il monte Gleno, il monte Trobio, il pizzo Strinato, il pizzo dei Tre Confini e le cime di Caronella, oltre ad offrire un'ampia panoramica del Gruppo del Bernina e del monte Disgrazia in Valtellina, e delle cime del gruppo dell'Adamello.

## Accesso alla vetta
La via più breve per raggiungere la vetta parte da Valbondione. Si prende il sentiero che conduce al rifugio Curò e, una volta giunti al rifugio si costeggia il lago del Barbellino lungo il sentiero che lo percorre sulla sponda sud fino a giungere alla deviazione per il monte Gleno, che in fondo al lago si dirama sulla destra, poco prima dell'avvallamento che racchiude le acque del torrente Trobio.
Da qui si sale fino alla vedretta del Trobio e, una volta attraversato l'avvallamento, si sale verso sinistra in direzione del monte Costone. Il sentiero non è segnato: il modo migliore per identificare la zona dove salire è localizzare il ghiacciaio sotto il Passo del Gleno: il monte a sinistra è il monte Trobio e quello successivo è il Costone. Salire fino in cresta e proseguire a sinistra fino al salto sul quale bisogna arrampicarsi per giungere in vetta.
Il monte Costone è raggiungibile anche partendo dal rifugio Barbellino, presso il lago del Barbellino Naturale. In questo caso si sale per la valle che dà a sud in direzione del pizzo Strinato. Il sentiero è lungo e arriva alla cresta che divide lo Strinato dal Costone. La via più semplice per raggiungere il Costone, comunque, si dirama verso destra all'altezza della conca da cui parte l'ultimo tratto di sentiero che va verso la cresta.
Il versante dell'arrampicata che dà sul ghiacciaio del Trobio è sciabile da novembre inoltrato. Attenzione agli smottamenti.

## Galleria d'immagini

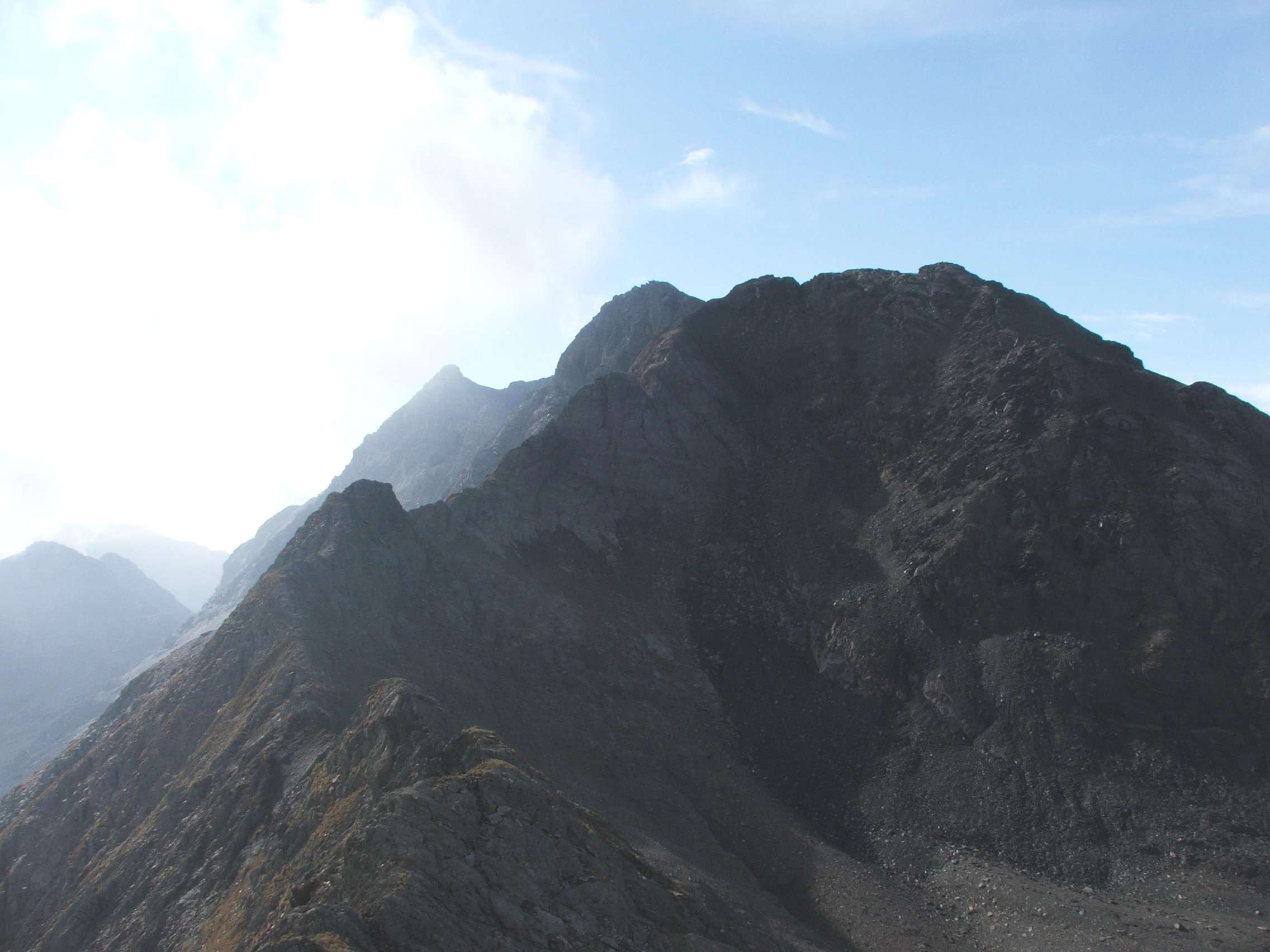
Il Costone dal Pizzo Strinato
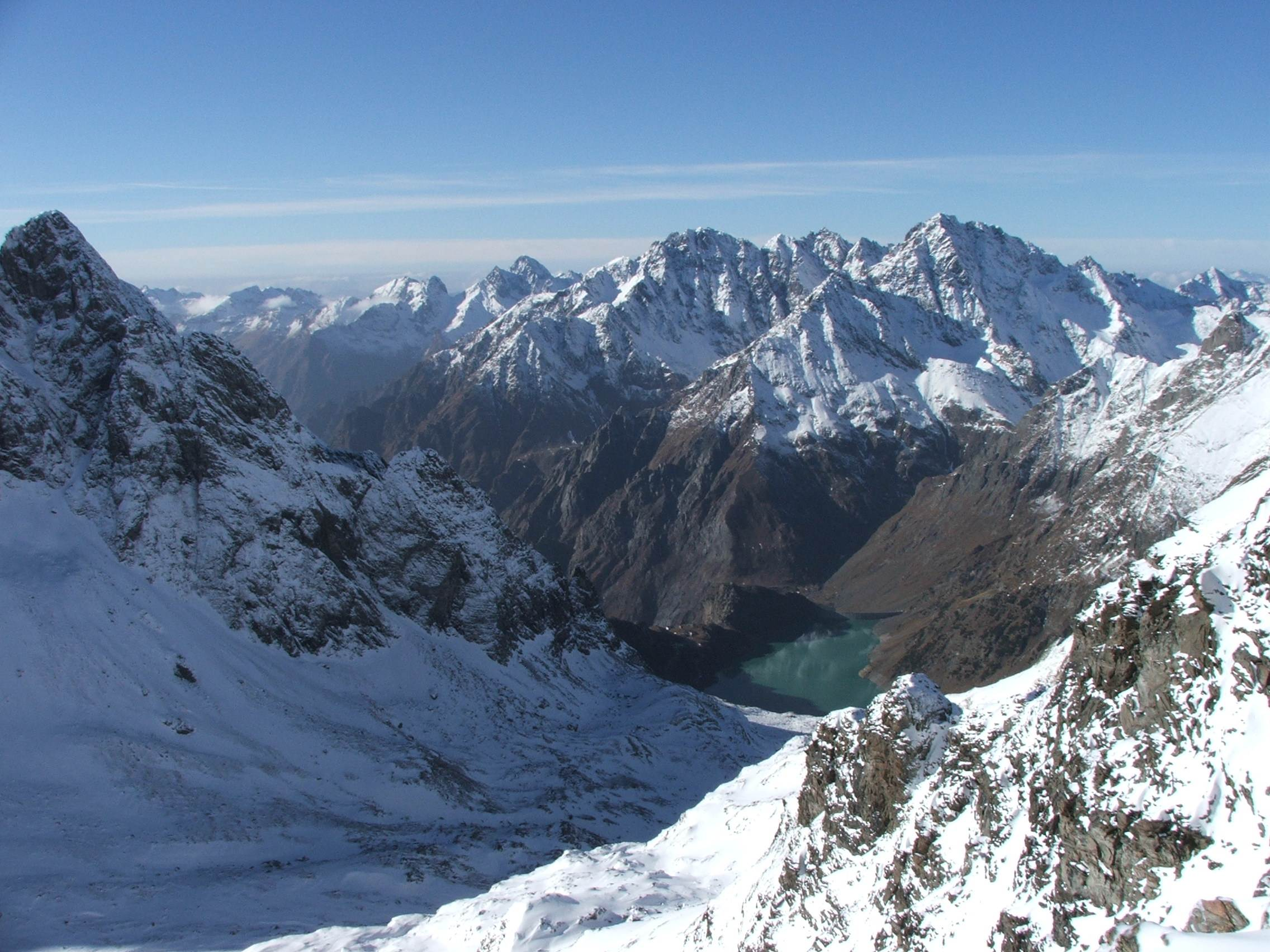
Vista sul lago del Barbellino e sopra, da destra a sinistra, il pizzo Coca, la punta Scais, il pizzo Redorta, il pizzo del Diavolo di Tenda e, all'estrema sinistra, il pizzo Recastello
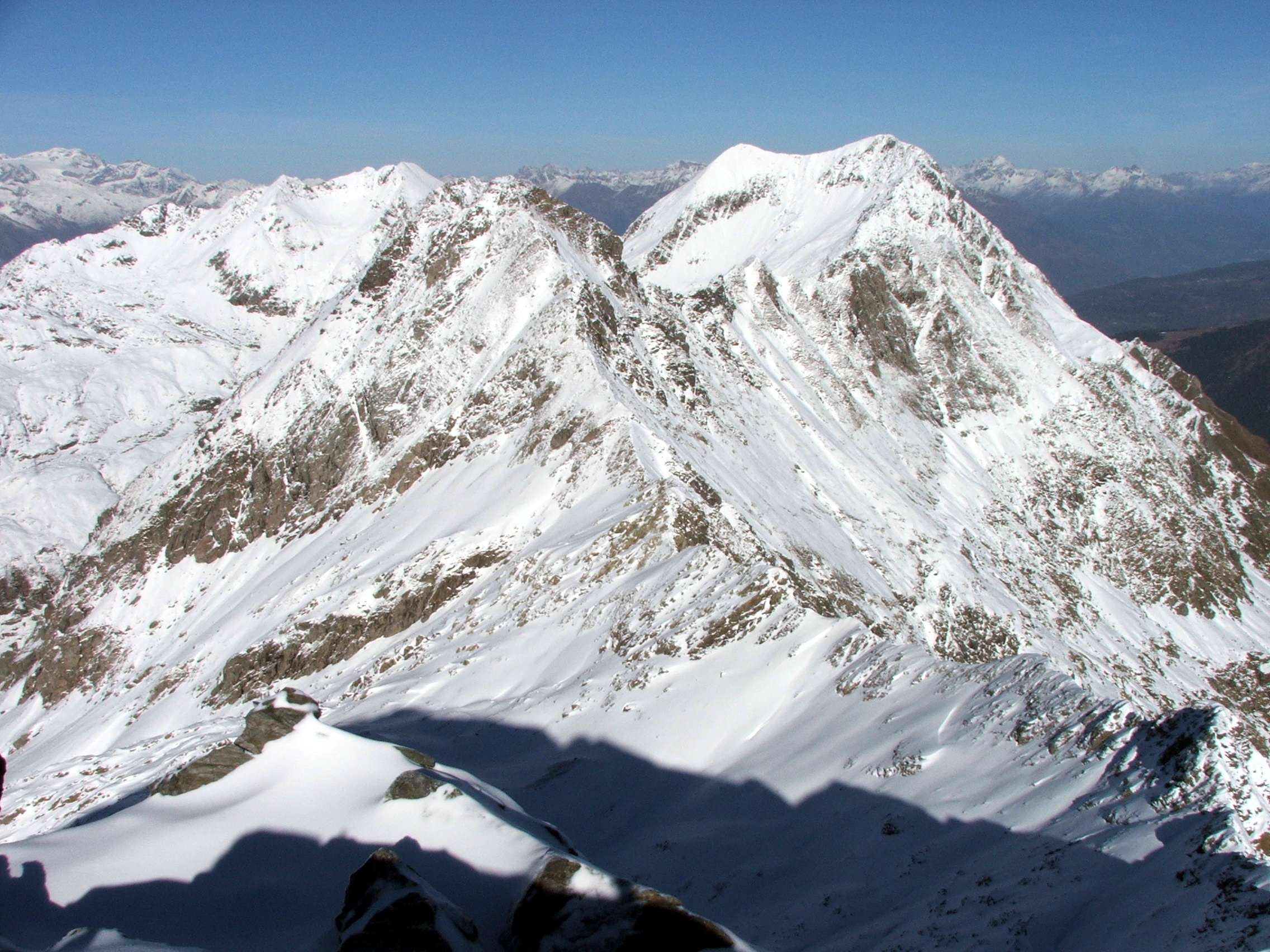
Veduta sul monte Torena e sul pizzo Strinato